# 神奈川県立藤沢支援学校
神奈川県立藤沢支援学校（かながわけんりつ ふじさわしえんがっこう）は、神奈川県藤沢市にある公立特別支援学校。知的障害児を教育対象とする。

## 沿革
- 1977年（昭和52年）4月1日 - 神奈川県立平塚ろう学校旧職業棟の仮校舎で開校
- 1978年（昭和53年）3月31日 - 新校舎へ移転
- 1978年（昭和53年）10月27日 - 体育館完成
- 1979年（昭和54年）1月6日 - 南棟・中央棟完成
- 1979年（昭和54年）4月23日 - 訪問教育部設置、茅ケ崎学級入学式
- 1980年（昭和55年）4月7日 - 訪問教育部設置、鎌倉学級廃止
- 1984年（昭和59年）2月13日 - 高等部実習教室増改築工事完成
- 1996年（平成8年）4月1日 - 神奈川県立総合療育相談センター（診療所）内に学級設置（訪問教育）
- 1996年（平成8年）5月1日 - 神奈川県立総合療育相談センター内学級（わかば学級）開級式
- 2002年（平成14年）4月1日 - 神奈川県立総合療育相談センター内学級（わかば学級）茅ヶ崎養護学校に移管
- 2012年（平成24年）4月1日 - 神奈川県立鎌倉高等学校内に鎌倉分教室（高等部）を設置
- 2023年（令和5年）4月1日 - 学校名を神奈川県立藤沢養護学校から神奈川県立藤沢支援学校に名称変更[2][3]

## 設置学部
- 小学部
- 中学部
- 高等部

## 交通アクセス
- 小田急江ノ島線六会日大前駅から徒歩約15分。